# 양공

응집물질물리학에서 양공(陽孔, 영어: electron hole 일렉트론 홀[*]) 또는 정공(正孔)은 반도체 (혹은 절연체)에 대하여 (원래 전자로 채워져 있어야 됨) 원자가띠의 전자가 부족한 상태인 준입자이다. 예를 들어 빛이나 열로써 원자가띠가 전도띠 측에 전이되어서 원자가띠의 전자가 부족한 상태가 된다. 양공은 이 전자의 부족으로부터 생기는 구멍(상대적으로 양의 전하를 가지고 있는 것처럼 보임)이다.

## 성질
반도체 결정에서는 "주위의 원자가띠가 순서대로 양공이 떨어져서 새로운 정공이 생긴다."라는 과정을 차례대로 반복하여 결정내부에서 돌아다닐수 있어서 마치 "양의 전하를 가진 전자"와 동일한 행동을 해서 전기전도도에 기여한다. 그리고 주위의 원자가띠가 아니고 전도전자 (자유전자)와 원자가띠 사이의 에너지 준위 차이로 인하여 큰 에너지를 열이나 빛으로 방출해 전류의 캐리어의 존재는 소멸한다. 이것을 캐리어의 재결합이라고 부른다.
양공은 자유전자와 비슷하게 전하를 옮기는 캐리어로 행동할 수 있다. 양공에 의한 전기 전도성을 P형이라고 한다. 반도체에 억셉터를 도핑하면 원자가띠가 열 에너지에 의해서 억셉터 준위에 천이되어서 양공의 농도가 높은 반도체를 P형 반도체라고 부른다.
일반적으로 양공의 드리프트 이동도 (단순히 이동도)는 자유 전자보다 작고 실리콘결정중에는 전자의 1/3정도 된다. 그리고 이로써 결정되는 드리프트 속도는 각각의 전자나 양공이 가지는 속도가 아니고 평균적인 속도인것에 주의할 필요가 있다.
원자가띠의 맨 위에는 E-k 공간상에서 형상이 다른 복수의 밴드가 축퇴되고, 여기에 대응해서 양공의 밴드도 유효질량이 다른 무거운 양공(heavy hole)과 가벼운 양공(light hole)의 밴드로 나뉜다. 또한 실리콘의 스핀-궤도 상호작용(spin–orbit interaction)이 적은 원소에서 스핀 궤도 스프릿트 오프밴드 (스핀 분열밴드)도 에너지적으로 가까워서 (Δ=44 meV) 독립적으로 논의하는 것은 그만큼 어려워진다. 이동도가 매우 중요한 반도체 소자에서는 결정의 일그러짐을 도입하여 원자가띠 정상의 축퇴를 품는 동시에 양자 준위를 바꿔서 가벼운 전공을 주로 이용해 포논(phonon) 산란이나 캐리어의 실제 유효질량의 감소를 도모하는 경우가 있다.

## 어원
양공을 의미하는 영명 "hole 홀[*]"은 구멍을 뜻하고, 마치 전자가 채워져 있어야 할 곳에 전자가 없는 것을 "구멍"으로 비유한 것이다. 홀 효과의 “홀” (Hall)은 인명으로, 양공과는 관계없다.

## 참고 도서
- 니시자와 준이치(일본어: 西澤潤一), 자시 노부오(일본어: 御子柴宣夫)공저 "반도체물리 개정판" (바이가제서점 (일본어: 培風館), 1991년) ISBN 4-563-03299-9

## 같이 보기
- 띠틈
- 캐리어 생성 및 재결합
- 유효 질량